# Blodsband

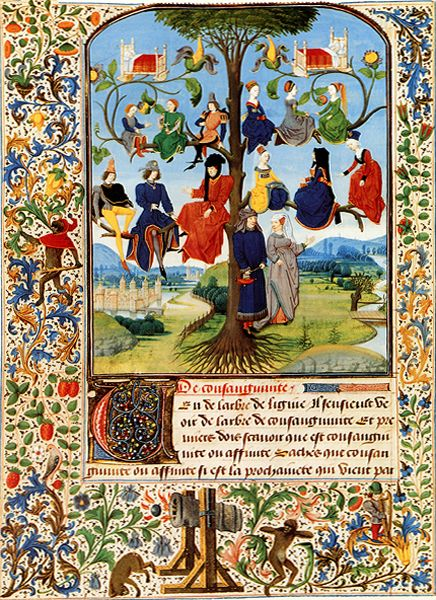
Medeltida illustration av konsangvinitet.

Blodsband innebär på födelse grundad nära släktskap, alltså släktskapen mellan föräldrar och barn samt mellan syskon inbördes; någon gång utsträcks begreppet även till förhållandet mellan kusiner. Egenskapen att vara förenad med blodsband kallas med äldre begrepp konsangvinitet (latin consanguinitas, av con, med, och sanguis, blod) eller blodsförvantskap.